# Tomohisa Taguchi
Tomohisa Taguchi (田口 智久 Taguchi Tomohisa?) es un animador, director, guionista gráfico y guionista japonés. Algunas de las series que ha dirigido incluyen Sōsei no Onmyōji, Akudama Drive y Bleach: Sennen Kessen-hen.

## Vida personal
Taguchi nació y creció en Sōja el 27 de abril de 1985. Se graduó de la Facultad de Artes de la Universidad Seikei de Osaka en 2007 y trabajó como asistente de producción en Anime International Company. Mientras asistía a la universidad, quería hacer películas de acción real. Aunque todavía le interesa hacer una, siente que la animación tiene sus propios méritos y encantos, y hay muchas cosas que solo se pueden expresar en animación. Por este motivo, le gustaría centrarse en crear obras que hagan un buen uso de las expresiones que sólo son posibles en la animación.

## Carrera
En 2014, bajo A-1 Pictures, Taguchi hizo su debut como director con Persona 3 the Movie 2: Midsummer Knight's Dream. Ya había trabajado en varios animes de Persona antes. Taguchi compartió que fue un trabajo difícil para él porque era su primer trabajo como director y también estaba dirigiendo Persona 4 the Golden Animation al mismo tiempo. Después del estreno de la película, recibió una oferta del productor de Aniplex, Kazuki Adachi, para dirigir otra película de Persona, Persona 3 the Movie 4: Winter of Rebirth. El 19 de diciembre de 2015, durante la Jump Festa 2016, se anunció que Taguchi sería el director de la adaptación al anime de televisión de Sōsei no Onmyōji. La serie se produjo con un cronograma ajustado. En la AnimeJapan 2017, Taguchi, quien acudió al evento a toda prisa en medio del trabajo final, dijo que cuando terminó de hacer el guion gráfico del episodio final (aunque afirmó que el trabajo aún estaba en curso), sintió una emoción profunda que nunca antes había sentido en ningún otro trabajo.
El 9 de julio de 2017, el volumen 56 de la revista Dengeki Bunko reveló que Taguchi estaría dirigiendo el nuevo anime de televisión Kino no Tabi: The Beautiful World - The Animated Series producida por Lerche. En la entrevista, Taguchi dijo que el anime utiliza una paleta de colores y una compañía de producción artística diferentes para cada episodio. La razón de esto fue porque quería expresarle a la audiencia el sentimiento de que cada país era completamente diferente de los demás. El 11 de septiembre de 2018, se anunció que Taguchi sería el director del nuevo proyecto de anime original del productor de Pierrot, Yoshihiro Tominaga, y su amigo de la universidad, el CEO de Too Kyo Games, Kazutaka Kodaka, que dos años después se reveló que se llamaría Akudama Drive. Tominaga lo eligió personalmente para dirigir el proyecto porque tuvo la impresión de que Taguchi es particularmente bueno dirigiendo escenas de acción y diseñando pantallas cuando tuvo la oportunidad de trabajar con él antes. Taguchi dijo que Tominaga se había puesto en contacto con él desde aproximadamente 2017. Tominaga le contó que quería hacer un anime de suspenso criminal al estilo de Tarantino con un entorno ciberpunk. Era un proyecto que no había visto mucho en animación, por lo que pensó que sería interesante. El 6 de julio de 2019, el panel "El futuro de Digimon" en la Anime Expo 2019 reveló que Taguchi dirigirá la película del 20.º aniversario de Digimon, Digimon Adventure: La última evolución Kizuna. Taguchi fue designado como director de la película por el productor de Toei, Yōsuke Kinoshita, desde antes de que terminara la producción de la sexta película de Digimon Adventure tri.. Las ideas que formaron la base de la trama de la película se solidificaron con su participación.
En 2021, Akudama Drive, una serie de anime original que coescribió y dirigió, ganó el premio al mejor anime en los 7.º premios Anime Trending Awards. El 1 de agosto de 2021, en DigiFes 2021, se anunció que Taguchi dirigirá otra película de Digimon. El 18 de diciembre de 2021, durante la Jump Festa 2022, se anunció que Taguchi dirigirá y escribirá la adaptación al anime de los últimos veinte volúmenes de Bleach, bajo la supervisión de Tite Kubo. El 27 de abril de 2022, la adaptación cinematográfica de anime de Natsu e no Tonneru, Sayonara no Deguchi, lanzó su primer tráiler. El tráiler reveló que Taguchi escribiría el guion de la película además de dirigirla, como se anunció previamente.

## Trabajos

### Series de televisión
Destaca papeles con funciones de dirección de series.
| Año  | Título                                                  | Director(es)                                 | Estudio        | Funciones | Refs.         |
| ---- | ------------------------------------------------------- | -------------------------------------------- | -------------- | --- | ------------- |
| 2008 | Inazuma Eleven                                          | Katsuhito Akiyama                            | OLM            | Director de episodio asistente (#24) Asistente de producción (#19)                                                                                   | [ 22 ]        |
| 2009 | Sora no Otoshimono                                      | Hisashi Saitō                                | AIC ASTA       | Asistente de producción (#8) | [ 23 ]        |
| 2010 | Sora no Otoshimono Forte                                | Hisashi Saitō                                | AIC ASTA       | Director de episodio (#12) Director de episodio asistente (#8) Guionista gráfico (#8) Asistente de avance de producción (#2, 12)                     | [ 24 ]        |
| 2010 | Ore no Imōto ga Konna ni Kawaii Wake ga Nai             | Hiroyuki Kanbe                               | AIC Build      | Asistente de producción (#8, 10) | [ 25 ]        |
| 2011 | Persona 4 the Animation                                 | Seiji Kishi                                  | AIC ASTA       | Director de episodios (#8, 14, 17, 25) Guionista gráfico (#8, 14, 21, 25; OP) Director de unidad (#OP)                                               | [ 26 ]        |
| 2012 | Jinrui wa Suitai Shimashita                             | Seiji Kishi                                  | AIC ASTA       | Director de episodio (#2) Guionista gráfico (#2, 9)                                                                                                  | [ 27 ]        |
| 2012 | Muv-Luv Alternative: Total Eclipse                      | Takayuki Inagaki (#1-2) Masaomi Andō (#3-24) | Satelight lxtl | Director de episodio (#9) | [ 28 ]        |
| 2013 | Zettai Karen Children: The Unlimited - Hyōbu Kyōsuke    | Shishō Igarashi                              | Manglobe       | Director de episodios (#2, 8, 12) Director de episodio asistente (#1) Guionista gráfico (#2, 8)                                                      | [ 29 ]        |
| 2013 | Boku wa Tomodachi ga Sukunai Next                       | Tōru Kitahata                                | AIC Build      | Guionista gráfico (#4) | [ 30 ]        |
| 2013 | Ore no Imōto ga Konna ni Kawaii Wake ga Nai.            | Hiroyuki Kanbe                               | A-1 Pictures   | Guionista gráfico (#9) | [ 31 ]        |
| 2014 | Persona 4 the Golden Animation                          | Seiji Kishi Tomohisa Taguchi                 | A-1 Pictures   | Director Director de episodios (#12; OP 1, ED 1) Guionista gráfico (#1, 6, 12; OP 1, ED 1)                                                           | [ 32 ]        |
| 2014 | Nanatsu no Taizai                                       | Tensai Okamura                               | A-1 Pictures   | Guionista gráfico (#21) | [ 33 ]        |
| 2015 | Gate: Jieitai Kanochi nite, Kaku Tatakaeri              | Takahiko Kyōgoku                             | A-1 Pictures   | Guionista gráfico (#5) | [ 34 ]        |
| 2016 | Ansatsu Kyōshitsu 2nd Season                            | Seiji Kishi                                  | Lerche         | Guionista gráfico (#17) | [ 35 ]        |
| 2016 | Sōsei no Onmyōji                                        | Tomohisa Taguchi                             | Pierrot        | Director Director de episodios (#1, 50) Guionista gráfico (#1, 4, 14, 21, 28, 30, 40, 50; OP 4) Director de unidad (#1; OP 4)                        | [ 36 ]        |
| 2017 | Fate/Apocrypha                                          | Yoshiyuki Asai                               | A-1 Pictures   | Guionista gráfico (#ED 1) Director de unidad (#ED 1)                                                                                                 | [ 37 ]        |
| 2017 | Black Clover                                            | Tatsuya Yoshihara Masaomi Andō (#153-170)    | Pierrot        | Director de unidad (#OP 4) | [ 38 ]        |
| 2017 | Kino no Tabi: The Beautiful World - The Animated Series | Tomohisa Taguchi                             | Lerche         | Director Director de episodio (#11) Guionista gráfico (#11) Director de unidad (#OP)                                                                 | [ 39 ]        |
| 2018 | Persona 5: The Animation                                | Masashi Ishihama                             | CloverWorks    | Director de episodios (#15, 20, 25; ED) Guionista gráfico (#15-16, 20, 25; OP, ED)                                                                   | [ 40 ]        |
| 2020 | Akudama Drive                                           | Tomohisa Taguchi                             | Pierrot        | Director Composición de la serie Guionista (#1-12) Director de episodios (#1, 8-9, 12; OP) Guionista gráfico (#1, 10, 12; OP)                        | [ 41 ]        |
| 2021 | Shadows House                                           | Kazuki Ōhashi                                | CloverWorks    | Guionista gráfico (#ED 1) Director de unidad (#ED 1) Animación clave (#ED 1)                                                                         | [ 42 ]        |
| 2022 | Bleach: Sennen Kessen-hen                               | Tomohisa Taguchi                             | Pierrot        | Director Composición de la serie Guionista (#1-4) Director de episodio (#13) Guionista gráfico (#1-2, 6, 13; OP, ED) Director de unidad (#7; OP, ED) | [ 43 ]        |
| 2023 | Bleach: Sennen Kessen-hen - Ketsubetsu-tan              | Tomohisa Taguchi                             | Pierrot        | Director Composición de la serie Director de episodios asistente (#15, 26) Guionista gráfico (#14, 19)                                               | [ 44 ] [ 45 ] |
| 2024 | Wind Breaker                                            | Toshifumi Akai                               | CloverWorks    | Guionista gráfico (#8; OP) Director de unidad (#OP)                                                                                                  | [ 46 ]        |
| 2024 | Bleach: Sennen Kessen-hen - Sōkoku-tan                  | Tomohisa Taguchi Hikaru Murata               | Pierrot        | Director jefe Composición de la serie Guionista (#27) Director de episodios (#35, 40) Guionista gráfico (#28)                                        | [ 47 ] [ 48 ] |

### Películas
Destaca papeles con funciones de dirección de series.
| Año  | Título                                          | Director(es)     | Estudio        | Funciones                                                 | Refs.  |
| ---- | ----------------------------------------------- | ---------------- | -------------- | --------------------------------------------------------- | ------ |
| 2012 | Persona 4 the Animation: The Factor of Hope     | Seiji Kishi      | AIC ASTA       | Guionista gráfico Director de unidad                      | [ 49 ] |
| 2013 | Aura: Maryūin Kōga Saigo no Tatakai             | Seiji Kishi      | AIC ASTA       | Guionista gráfico Director de unidad                      | [ 50 ] |
| 2013 | Persona 3 the Movie 1: Spring of Birth          | Noriaki Akitaya  | AIC ASTA       | Guionista gráfico Director de unidad                      | [ 51 ] |
| 2014 | Persona 3 the Movie 2: Midsummer Knight's Dream | Tomohisa Taguchi | A-1 Pictures   | Director Guionista gráfico Director de unidad             | [ 52 ] |
| 2015 | Persona 3 the Movie 3: Falling Down             | Keitarō Motonaga | A-1 Pictures   | Director de unidad                                        | [ 53 ] |
| 2016 | Persona 3 the Movie 4: Winter of Rebirth        | Tomohisa Taguchi | A-1 Pictures   | Director                                                  | [ 54 ] |
| 2020 | Digimon Adventure: La última evolución Kizuna   | Tomohisa Taguchi | Yumeta Company | Director Guionista gráfico                                | [ 14 ] |
| 2022 | Natsu e no Tonneru, Sayonara no Deguchi         | Tomohisa Taguchi | CLAP           | Director Guionista Guionista gráfico Director de unidad   | [ 21 ] |
| 2023 | Digimon Adventure 02: The Beginning             | Tomohisa Taguchi | Yumeta Company | Director Guionista gráfico (#OP) Director de unidad (#OP) | [ 55 ] |

### OVAs
| Año  | Título  | Director(es)    | Estudio | Funciones             | Refs.  |
| ---- | ------- | --------------- | ------- | --------------------- | ------ |
| 2011 | Justeen | Yukio Nishimoto | AIC     | Gerente de producción | [ 56 ] |